# DMAX (Espanha)
DMAX é um canal espanhol em sinal aberto e de âmbito nacional, que emite através da TDT. Este canal é operado por Discovery Communications.

## Acordo
O 13 de setembro de 2011 deu-se a conhecer simultaneamente em Madrid e em Londres o acordo entre Unidad Editorial e Discovery Communication para a venda deste canal. Ainda assim, Unidad Editorial tem um espaço de segunda a sexta para a emissão do programa Una Mirada a El Mundo.
A 20 de outubro de 2011 apresentou-se oficialmente aos meios o novo canal de DMAX.

## Inicio de emissões
A 1 de janeiro de 2012 às 6:00 começaram as emissões de testes com uma imagem promocional onde se descreviam os conteúdos. Foi a 12 de janeiro de 2012 às 17:45 quando começaram as emissões regulares.

## Programação
A programação de DMAX baseia-se em programas de todos os géneros documentais: supervivência, cozinha, entretenimento, motor, mundo selvagem, docu-realidade e crime, entre outros. Discovery MAX dirige-se a um público muito amplo, ainda que inicialmente é uma canal desenhada para o target masculino.